# Esther Kwan
Esther Kwan Wing-Ho (cinese tradizionale: 關詠荷; cinese semplificato: 關詠荷; Hong Kong, 16 luglio 1964) è un'attrice cinese.
Proviene da Hong Kong, ma la sua famiglia ha origini del Guangdong. È sposata con l'attore Nick Cheung, con il quale ha una figlia di nome Brittany. È sotto contratto con la compagnia TVB.

## Carriera
Kwan ha dato avvio alla sua carriera di attrice dopo la scuola superiore, con la ATV dal 1989 al 1992. Si è trasferita alla TVB nel 1993, ed è sotto contratto con la compagnia da allora. Nel 2008, la Kwan ha abbandonato la carriera per passare più tempo con sua figlia.
Parla fluentemente cantonese, cinese e inglese.

## Filmografia
- Best Selling Secrets TVB (2007)
- The Legendary Four Aces TVB (2000)
- Armed Reaction 2 TVB (2000)
- Armed Reaction TVB (1998)
- Burning Flame TVB (1998)
- A Recipe for the Heart (1997)
- Lady Flower Fist TVB (1997)
- Taming of the Princess TVB (1997)
- Top Banana Club (1996)
- Modern Romance (1994)
- Green Hornet (1994)
- Run and Kill (1993)
- The Final Judgement (1989)

## Premi
- 1999 Nextmedia Awards ~ Top Ten delle Celebrità Televisive [sesto posto]
- 1999 Nextmedia Awards ~ Top Ten dei Programmi Televisivi ["Burning Flame" al quarto posto; "Armed Reaction" al sesto posto]
- 1998 Top Ten Couples [con il suo partner nella vita reale, Nick Cheung] ~ nominati come "Coppia d'Oro" dello spettacolo
- 1999 RTHK Radio 2 Awards ~ 1998 Miglior Coppia Televisiva [con Bobby Au Yeung]
- 1998 RTHK's Number One Celebrity Awards ~ Miglio Artista dell'Esibizione [votata dal pubblico]
- 1998 NextMedia Awards ~ Top Ten delle Celebrità Televisive [secondo posto]
- 1997 RTHK Awards ~ Miglio Artista dell'Esibizione
- 1997 Premio come Miglior Attrice della TVB
- 1997 Premio come Miglior Coppia della TVB (con Bobby Au Yeung)